# サンディエゴ航空宇宙博物館

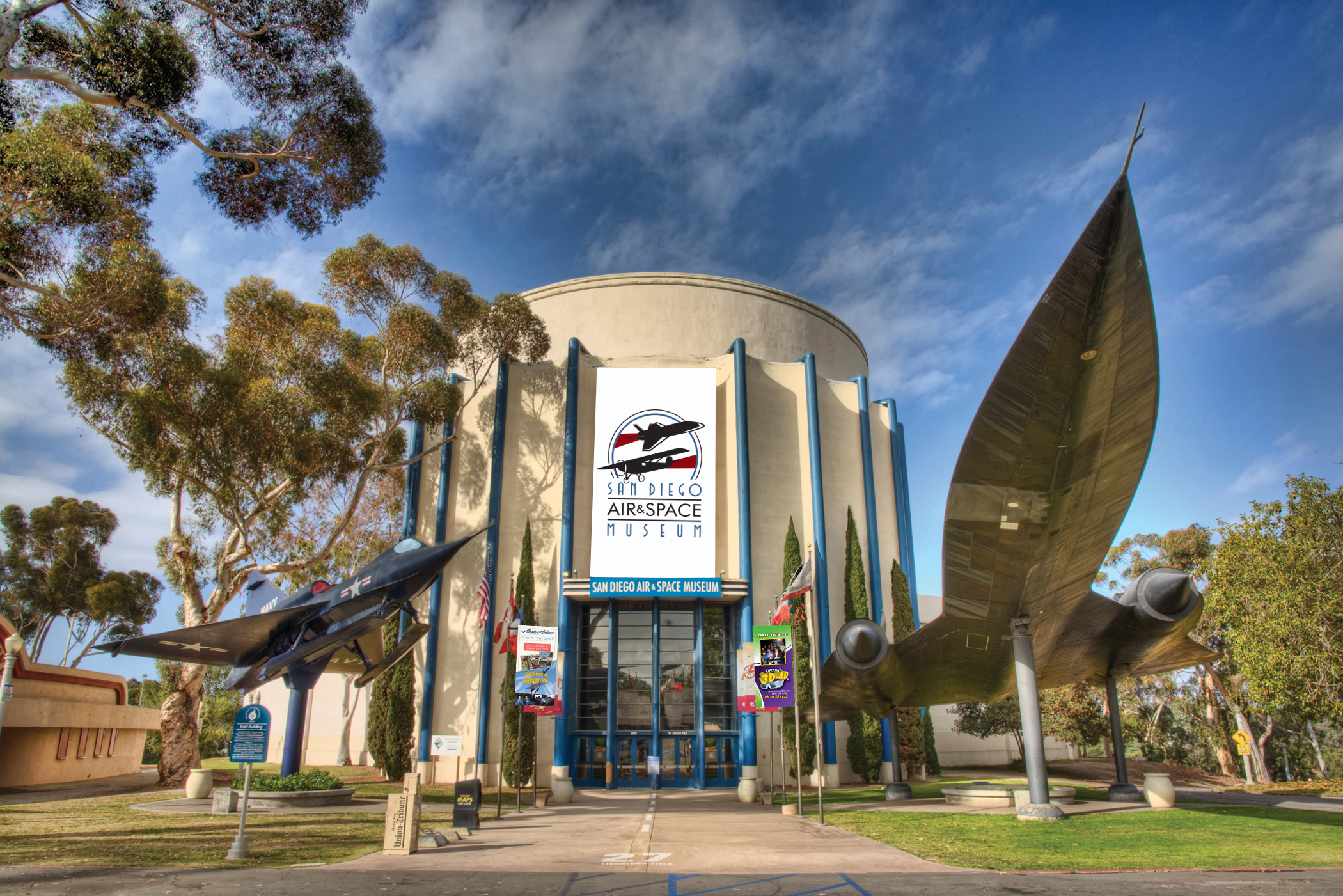
博物館入り口、A-12とYF2Y-1が飾られている

サンディエゴ航空宇宙博物館（SDASM:San Diego Air & Space Museum 元the San Diego Aerospace Museum）は、カリフォルニア州サンディエゴにある航空博物館である。
1963年2月15日に1915年のパナマ＝カリフォルニア博覧会の時に建てられた、Food and Beverage Buildingに開設された。1965年に、より大きい建物に移されたが、1978年2月22日に放火によって貴重な歴史的なコレクションが失われた。火災の前から、より広い元フォード・ビル（1935年から1936年に開催されたカリフォルニア太平洋博覧会時に建設）への移設が計画されていたので、被害を免れた航空機や移設のために準備されていた機体や、新たに寄付された資金で購入したものや、個人コレクターからの寄付を受けて、1980年6月28日に元フォード・ビルに新たに開設された。

## 所有機
- ロッキード A-12 アクスカート
- コンヴェア YF2Y-1 シーダート

- アポロ9号 司令船 "Gumdrop"

- カーチス 1912 水陸両用機
- ジェネラル・アトミックス MQ-1 プレデター(シリアルナンバー:0018)
- ライアン BQM-34 ファイアビー
- ノースロップ・グラマン RQ-4 グローバルホーク(1/2スケールモデル)
- フォード 5-AT-11 トライモーター

- スーパーマリーン スピットファイア LF Mk.XVIe(シリアルナンバー:SL574)

- ノースアメリカン P-51D-25-NA マスタング(シリアルナンバー:44-73683)

- スパッド S.VII.c.1
- ニューポール 28
- カーチス JN4D ジェニー (公開修復中)

- カーチス P-40E ウォーホーク
- 三菱 零式艦上戦闘機六二型(シリアルナンバー:三菱 23186) - 国立航空宇宙博物館より貸出中

- グラマン F4F-4 ワイルドキャット - 国立海軍航空博物館より貸出中
- 瀋陽飛機工廠 J-5(ミコヤン・グレヴィッチ MiG-17の中国生産機)
- マクドネル・ダグラス F-4S ファントムII
- ベル AH-1 コブラ
- コンソリデーテッド PBY-5A カタリナ
- ホルテン兄弟 Ho229 -モデル

- ボーイング P-26 ピーシューター
- ヴォート F4U-7 コルセア

- ジー・ビー R-1

- スピリットオブセントルイス号 - レプリカ

- ライト・フライヤー - レプリカ
- ビン・フィズ・フライヤー - レプリカ
- ボウラス SP-1 ペーパーウイング - レプリカ
- ライアン M-1 - レプリカ

- ノースアメリカン F-86F セイバー(ギレスピー・フィールズ・アネックス)
- グラマン グラマン F-14 トムキャット(ギレスピー・フィールズ・アネックス、シリアルナンバー:153691)
- ミコヤン・グレヴィッチ MiG-15(ギレスピー・フィールズ・アネックス)

- ダグラス A2D スカイシャーク(ギレスピー・フィールズ・アネックス)

- ライアン X-13A-RY ヴァーティジェット(ギレスピー・フィールズ・アネックス)

- コンヴェア SM-65 アトラス2E(ギレスピー・フィールズ・アネックス)